# Bayi’awati
Bayi'awati (kinesiska: 巴依阿瓦提, 巴依阿瓦提乡) är en socken i Kina. Den ligger i den autonoma regionen Xinjiang, i den nordvästra delen av landet, omkring 1 000 kilometer sydväst om regionhuvudstaden Ürümqi. Antalet invånare är 10 460. Befolkningen består av 5 133 kvinnor och 5 327 män. Barn under 15 år utgör 25,0 %, vuxna 15-64 år 68 %, och äldre över 65 år 6,0 %.
Runt Bayi'awati är det ganska glesbefolkat, med 48 invånare per kvadratkilometer. Närmaste större samhälle är Tieremu, 8,9 km nordväst om Bayi'awati. Trakten runt Bayi'awati består till största delen av jordbruksmark.
Genomsnittlig årsnederbörd är 113 millimeter. Den regnigaste månaden är maj, med i genomsnitt 22 mm nederbörd, och den torraste är januari, med 2 mm nederbörd.